# Kodyma (miasto)
Kodyma (ukr. Кодима) – miasto na Ukrainie, w obwodzie odeskim, rejonu podolskiego, na Podolu. Przez miasto przepływa rzeka Kodyma.
Znajdują tu się rzymskokatolicka parafia Przemienienia Pańskiego oraz stacja kolejowa Kodyma, położony na linii Żmerynka – Odessa.

## Historia
Historia miejscowości sięga 1754 roku. Administracyjnie leżała w województwie bracławskim prowincji małopolskiej Królestwa Polskiego. Należała do rodu Lubomirskich. Została utracona w 1793 roku na skutek II rozbioru Polski.
W XIX i w początkach XX w. położona była w Rosji, w guberni podolskiej, w powiecie bałckim. Istniał tu drewniany kościół, w którego miejscu w latach 1835–1850 wzniesiono murowany kościół pw. Przemienienia Pańskiego.
Od 1922 część ZSRR. Od 1924 w granicach Mołdawskiej ASRR, a od 1941 do 1944 pod zarządem Rumunii. W 1939 liczyła 6418 mieszkańców. Prawa miejskie od 1979 roku. Od 1991 w granicach Ukrainy.

## Ludzie związani z miejscowością
W Kodymie urodził się polski as lotnictwa gen. Stanisław Skalski oraz powstaniec warszawski Rudolf Kawelmacher.